# Dacryopinax
Dacryopinax is een geslacht van schimmels behorend tot de familie Dacrymycetaceae. De typesoort is Dacryopinax elegans. Het geslacht is beschreven door George Willard Martin en in 1948 geldig gepubliceerd. Het geslacht komt wereldwijd, vooral in tropische gebieden.

## Soorten
Het geslacht telt volgens Index Fungorum in totaal 20 soorten (peildatum maart 2023):
| Soortnaam                   | Auteur(s)                         | Publicatiejaar |
| --------------------------- | --------------------------------- | -------------- |
| Dacryopinax aurantiaca      | (Fr.) McNabb                      | 1965           |
| Dacryopinax crenata         | Lowy                              | 1987           |
| Dacryopinax dennisii        | McNabb                            | 1965           |
| Dacryopinax elegans         | (Berk. & M.A. Curtis) G.W. Martin | 1948           |
| Dacryopinax felloi          | (Lloyd) D.A. Reid                 | 1962           |
| Dacryopinax fissus          | G.W. Martin                       | 1948           |
| Dacryopinax foliacea        | B. Liu & L. Fan                   | 1988           |
| Dacryopinax formosus        | Courtec. & Lowy                   | 1990           |
| Dacryopinax imazekiana      | (Kobayasi) Lowy                   | 1961           |
| Dacryopinax lowyi           | S. Sierra & Cifuentes             | 2005           |
| Dacryopinax macrospora      | B. Liu, L. Fan & Y.M. Li          | 1988           |
| Dacryopinax martinii        | Lowy                              | 1971           |
| Dacryopinax maxidorii       | Lowy                              | 1981           |
| Dacryopinax parmastoensis   | Raitv.                            | 1964           |
| Dacryopinax petaliformis    | (Berk. & M.A. Curtis) McNabb      | 1965           |
| Dacryopinax primogenitus    | D.J. McLaughlin & E.G. McLaughlin | 2016           |
| Dacryopinax spathularia     | (Schwein.) G.W. Martin            | 1948           |
| Dacryopinax sphenocarpa     | Shirouzu & Tokum.                 | 2009           |
| Dacryopinax taibaishanensis | B. Liu & L. Fan                   | 1990           |
| Dacryopinax xizangensis     | Lowy & M. Zang                    | 1985           |